# Insulele Eoliene
Insulele Eoliene (în italiană Isole Eolie, în siciliană Ìsuli Eoli) sunt un arhipelag vulcanic în sud-estul Mării Tireniene, la nord de Sicilia. Cea mai mare insulă a arhipelagului este Lipari, motiv pentru care Insulele Eoliene sunt uneori numite și Insulele Lipari. Din punct de vedere administrativ, Insulele Eoliene aparțin provinciei siciliene Messina. Insulele au o populație permanentă de 10.000 de locuitori. Arhipelagul eolian este o destinație turistică populară pe timpul verii și atrage până la 200.000 de vizitatori anual. În 2000, Insulele Eoliene au fost incluse pe lista Patrimoniului Mondial UNESCO.

## Geografie
Insulele Eoliene constau în șapte insule principale (Alicudi, Filicudi, Salina, Lipari, Vulcano, Panarea și Stromboli) formând un arc vulcanic și mai mulți munți submarini (Eolo, Enarete, Sisifo, Lametini, Alcione și Palinuro). Cel mai înalt vârf este Monte Fossa delle Felci pe Salina, care se ridică la 960 m deasupra nivelului mării, urmat de Stromboli (924 m).
Arhipelagul eolian prezintă puternice variații structurale, vulcanologice și petrologice. Vulcanii activi sunt în principiu restrânși la sectoarele centrale (Vulcano și Lipari) și estice (Stromboli și Panarea) ale arhipelagului eolian, unde se constată un regim de presiune extensională și cutremure de adâncime, ca efect al subducției pe direcția nord–vest a plăcii litosferice din sudul Mării Tireniene. În contrast, nicio erupție istorică nu a fost înregistrată în vestul arhipelagului eolian (Alicudi, Filicudi și Salina), unde este detectată numai seismicitate de suprafață într-un regim tectonic compresional. Sectoarul vestic al arcului eolian este separat de cel estic prin așa-numita placă Tindari–Letojanni. Această divizare structurală este reflectată de variațiile de-a lungul arcului ale compoziției magmei care devine din ce în ce mai bogată în siliciu înspre insulele centrale și mai bogată în potasiu și stronțiu radiogen de la vest la est.

## Galerie

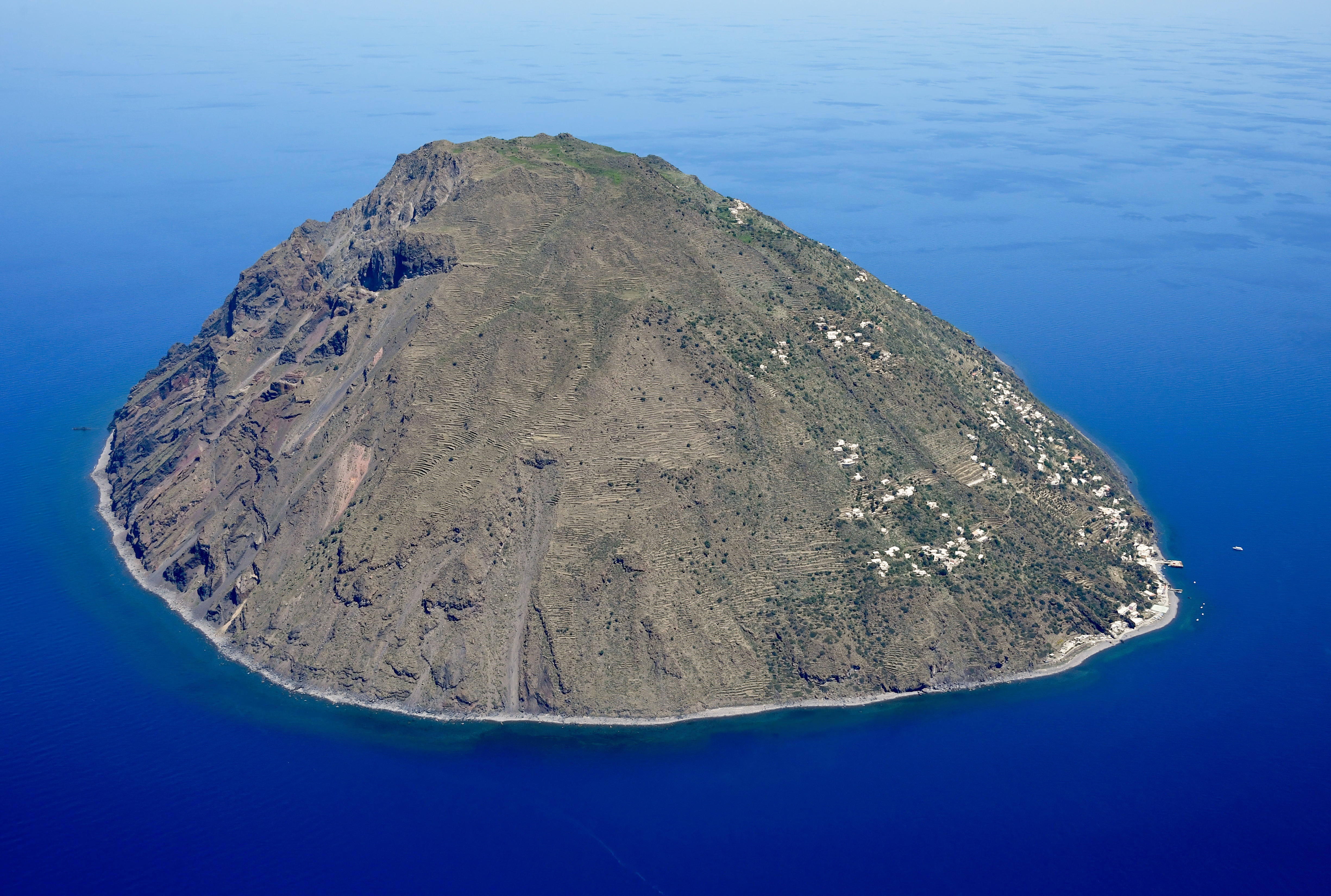
Alicudi
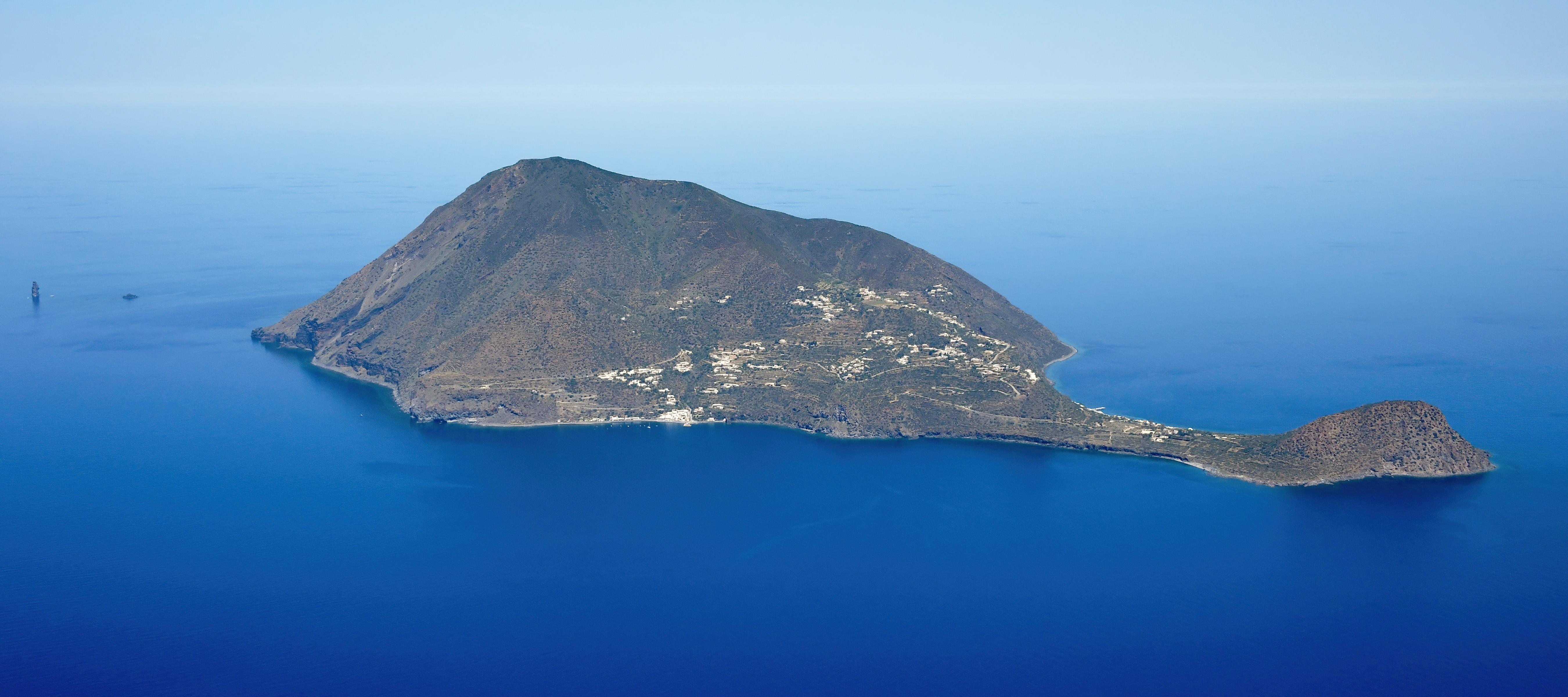
Filicudi
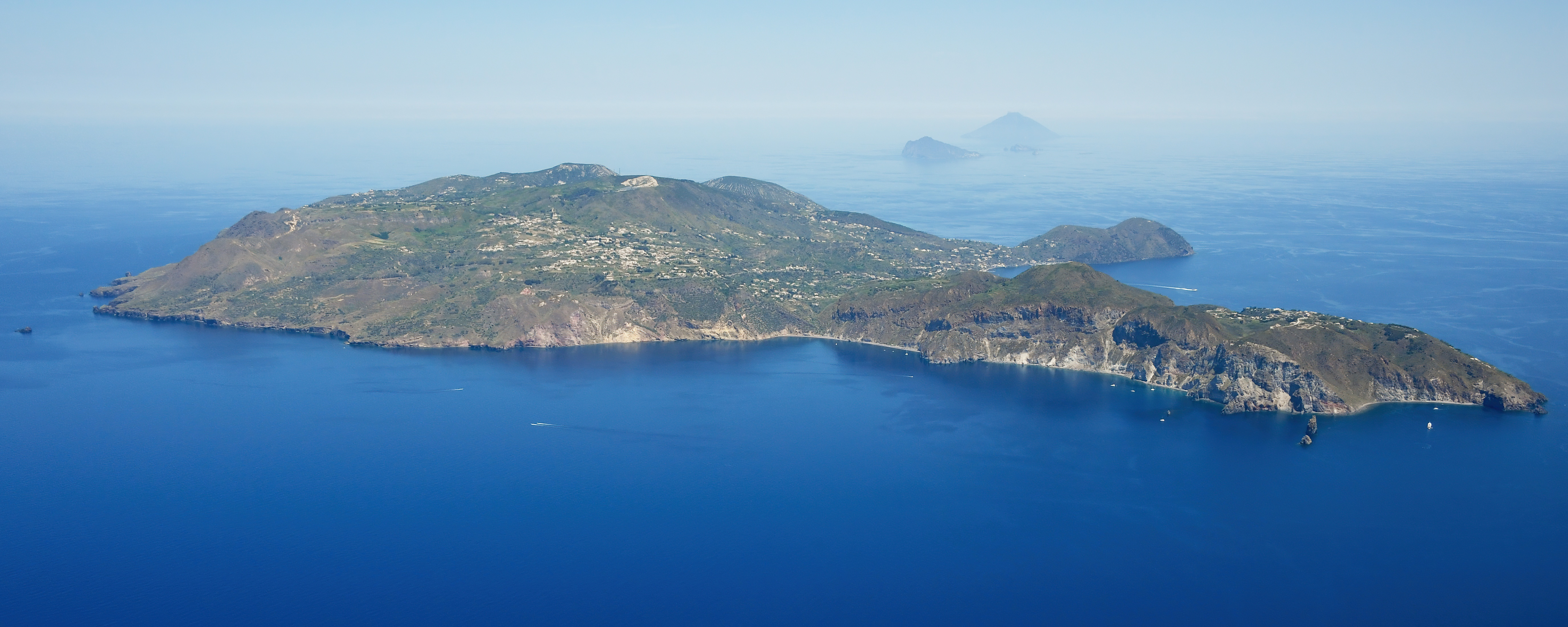
Lipari
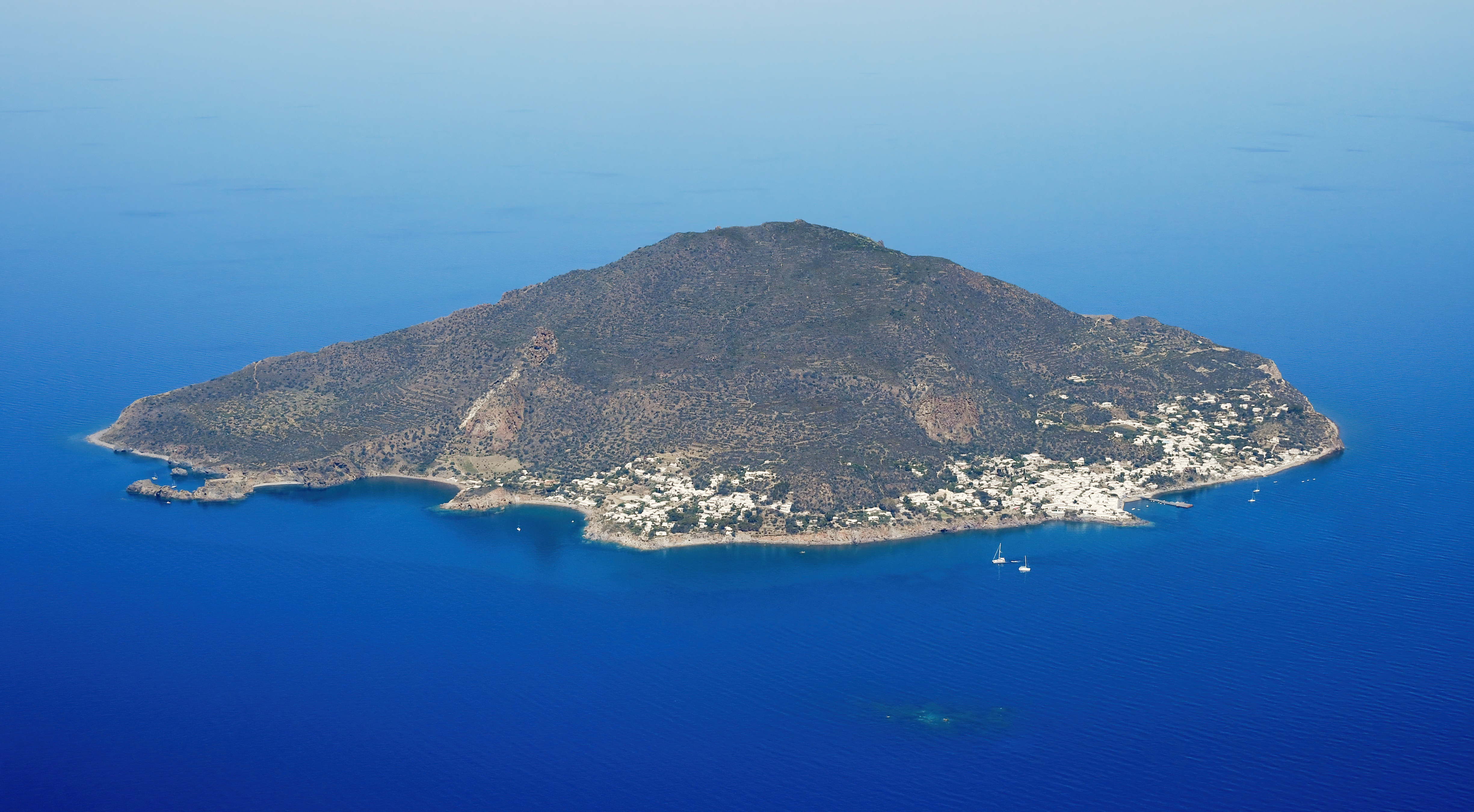
Panarea
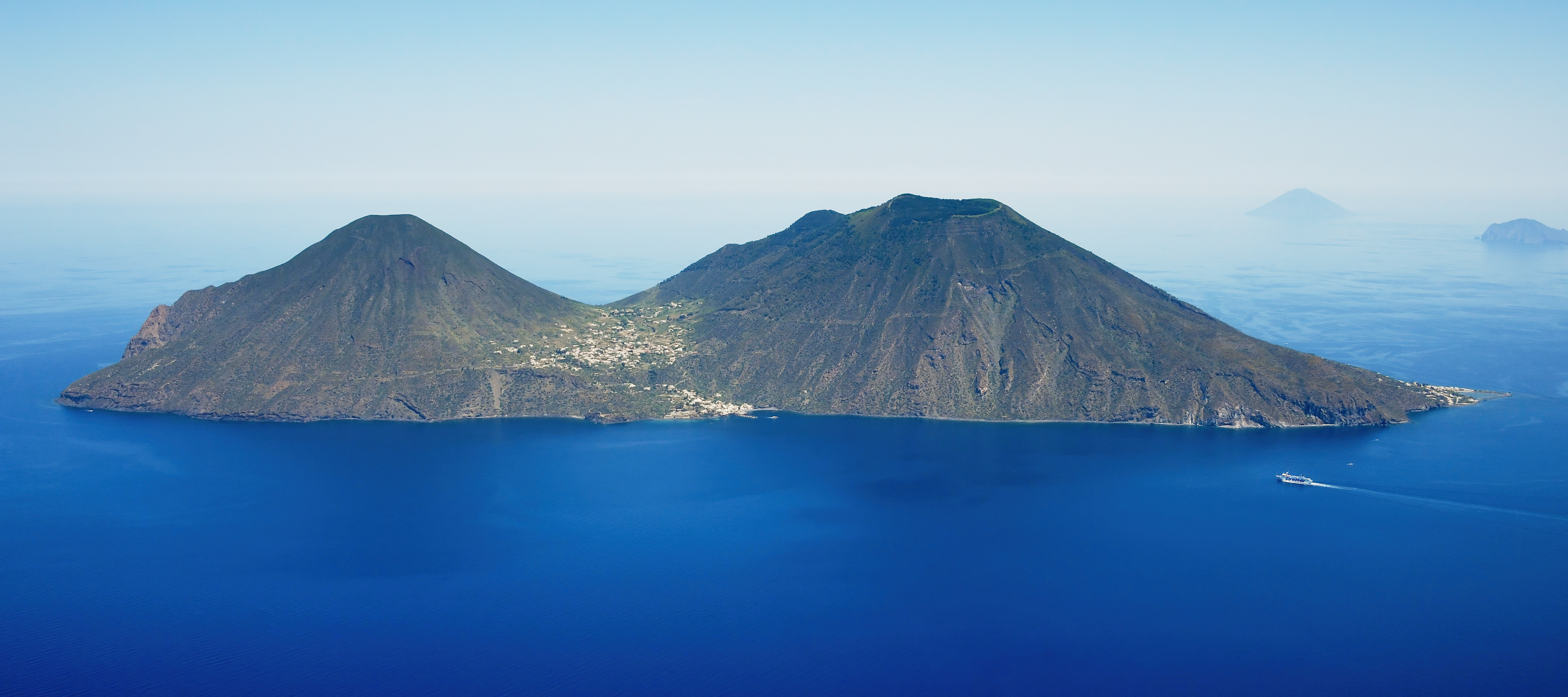
Salina
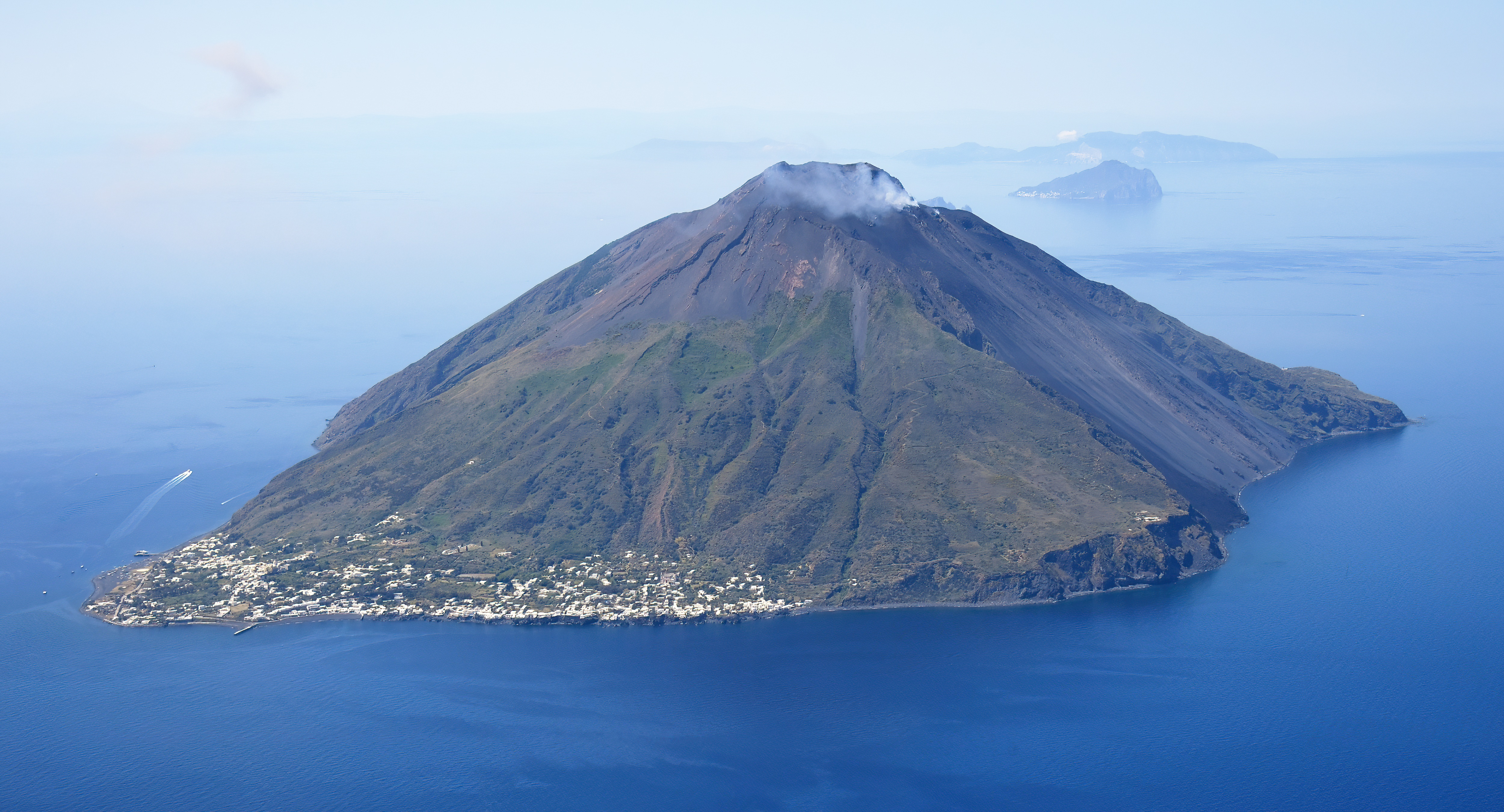
Stromboli
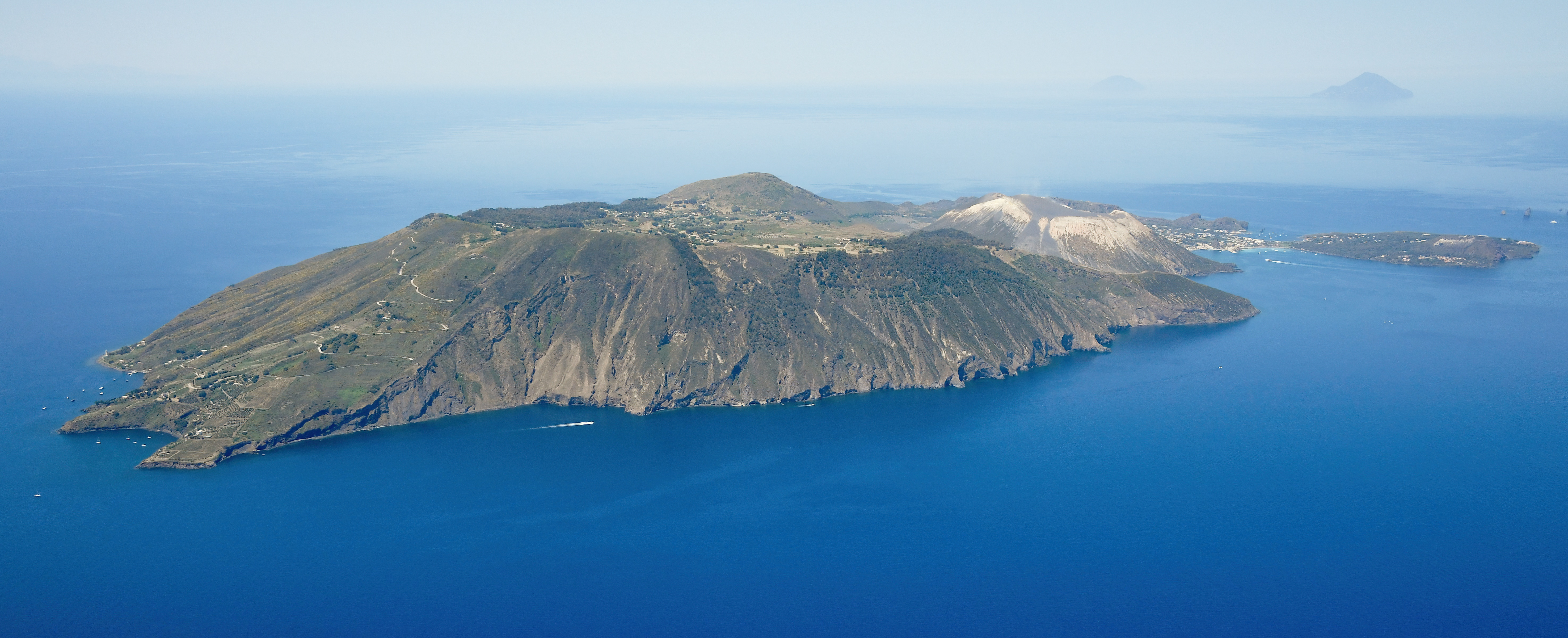
Vulcano